# Ma fille en danger
Pour plus de détails, voir Fiche technique et Distribution.
Ma fille en danger ou Un milieu sans pitié au Québec (Fighting for My Daughter) est un téléfilm dramatique américain réalisé par Peter Levin, diffusé en 1995. Il s'agit d'une histoire vraie d'Anne Dion et de sa fille ayant lieu en 1992 au Canada.

## Synopsis
Jessie vit avec sa mère Kate et son petit frère Danny. Sa grand-mère maternelle reproche sa fille d'être trop proche avec sa petite-fille. Cette dernière qui n'a que seize ans accompagne ses amies à une fête où elle rencontre un jeune homme. Cet homme est loin que Jessie n'imagine : il va l'entraîne dans un monde de la prostitution…

## Fiche technique
- Titre original : Fighting for My Daughter
- Titre français : Ma fille en danger
- Titre québécois : Un milieu sans pitié
- Réalisation : Peter Levin
- Scénario : Eric Blakeney
- Direction artistique : Sandy Cochrane
- Costumes : Lyn Kelly
- Photographie : David Geddes
- Montage : Skip Schoolnik
- Musique : Joseph LoDuca
- Production : Lisa Richardson
- Sociétés de production : Hallmark Entertainment, Longbow Productions et Mike Robe Productions
- Société de distribution : American Broadcasting Company
- Pays d'origine :  États-Unis /  Canada
- Langue originale : anglais
- Format : couleur
- Genre : drame
- Durée : 87 minutes
- Dates de diffusion :
  - États-Unis : 17 janvier 1995 sur ABC
  - France : 3 octobre 2005 sur [Laquelle ?]
  - Belgique : 7 juillet 2009 sur[Laquelle ?]

## Distribution
- Lindsay Wagner : Kate Kerner
- Piper Laurie : Edna Burton
- Chad Lowe : Eric
- Renée Humphrey : Jessie
- Kirk Baltz : Russell
- Deirdre O'Connell : Peggy
- Paul Lieber : Martin
- Deanna Milligan : Tracy
- Christopher Gray : Danny
- Enuka Okuma : Ronnie

## Accueil

### Diffusions
Ce téléfilm se diffuse en avant-première sous le titre Deadly Nightshade, le 17 janvier 1995 sur ABC aux États-Unis, avant de le changer en Fighting for My Daughter.
En France, les téléspectateurs ne l'assistent qu'à partir du 3 octobre 2005.

### Articles connexions
- Prostitution
- Proxénétisme